# Ambassade du Royaume-Uni en Afghanistan
L'ambassade du Royaume-Uni en Afghanistan est la représentation diplomatique du Royaume-Uni en Afghanistan. 

## Ambassade
À partir de 2001, l'ambassade est installée dans un bâtiment de la 15e rue, dans le quartier de Wazir Akbar Khan. Depuis août 2021, l'ambassade opère à Doha, au Qatar,.

## Histoire

### La légation
Le Royaume-Uni établit des relations diplomatiques complètes avec l'Afghanistan après le traité anglo-afghan de 1919-1921, qui comprend l'établissement de missions diplomatiques. Avant cela, le gouvernement britannique n'a qu'un agent à Kaboul. En vertu du traité, qui met fin à la troisième guerre anglo-afghane, la Grande-Bretagne reconnait l'indépendance de l'Afghanistan. Le traité met également fin aux paiements britanniques à l'émir en échange du contrôle de la politique étrangère. Les fonds sont alors utilisés pour établir une mission diplomatique britannique à Kaboul. Comme l'Afghanistan est considéré comme une nation mineure, il s'agit d'une légation plutôt que d'une ambassade. En raison de la relation historique entre l'Inde britannique et l'Afghanistan, la légation relève du Bureau de l'Inde plutôt que du Foreign Office. 
Le secrétaire d'État aux Affaires étrangères George Curzon, 1er marquis Curzon de Kedleston, ordonne la construction d'un vaste et opulent complexe, qui doit être selon lui, « l'une des plus belles résidences d'Asie ».
La mission est établie dès 1922 mais ne commence à opérer qu'à partir de 1926 dans le nouvel ensemble qui est achevé l'année suivante. La légation est prise entre deux feux entre les armées loyalistes et rebelles lors de la guerre civile de 1928-29 (en). Le personnel de la légation est évacué lors du pont aérien de Kaboul (en), mais la mission est rétablie en 1930 lorsque les relations diplomatiques sont ouvertes avec le gouvernement de Mohammad Nadir Shah.

## L'ambassade entre 1948 et 1989
Après l'indépendance de l'Inde en 1947, le personnel de la légation doit choisir de passer au sein de la fonction publique britannique, indienne ou pakistanaise. En 1948, la légation devient officiellement une ambassade. Elle devient connue pour son luxe et est décrite comme « un havre de confort et de sécurité édouardien de 10 hectares ».
L'ambassade poursuit ses activités en Afghanistan pendant la guerre soviéto-afghane, qui commence en 1979, mais seulement avec un chargé d'affaires. En 1989, au moment où les troupes soviétiques commencent à se retirer du pays, l'ambassade et celles des États-Unis, de la France, de l'Italie et du Japon sont évacuées alors que la situation sécuritaire se détériore. Les personnels de l'ambassade britannique et leurs familles se souviennent d'avoir parcouru les cinq kilomètres jusqu'à l'aéroport « à travers les lignes ennemies » pour prendre des vols vers l'Inde. La fermeture des ambassades étrangères retire la reconnaissance diplomatique au président afghan Mohammad Najibullah qui reste au pouvoir, avec le soutien soviétique puis russe, jusqu'en 1992, date à laquelle les moudjahidines prennent Kaboul. Le retrait est critiqué par certains commentateurs à l'époque comme « entièrement politique et contraire aux traditions réalistes et apolitiques de la diplomatie britannique ». Certains pays, comme l'Inde et le Pakistan, maintiennent des ambassades dans l'État islamique d'Afghanistan.
Le gouvernement britannique remet le complexe à l'ambassade du Pakistan (en) en 1994. L'ambassade est attaquée en 1995 par 5 000 Afghans qui protestent contre l'implication pakistanaise dans les affaires afghanes. L'ambassade pakistanaise retire à son tour son personnel peu après.

## L'ambassade après 2001

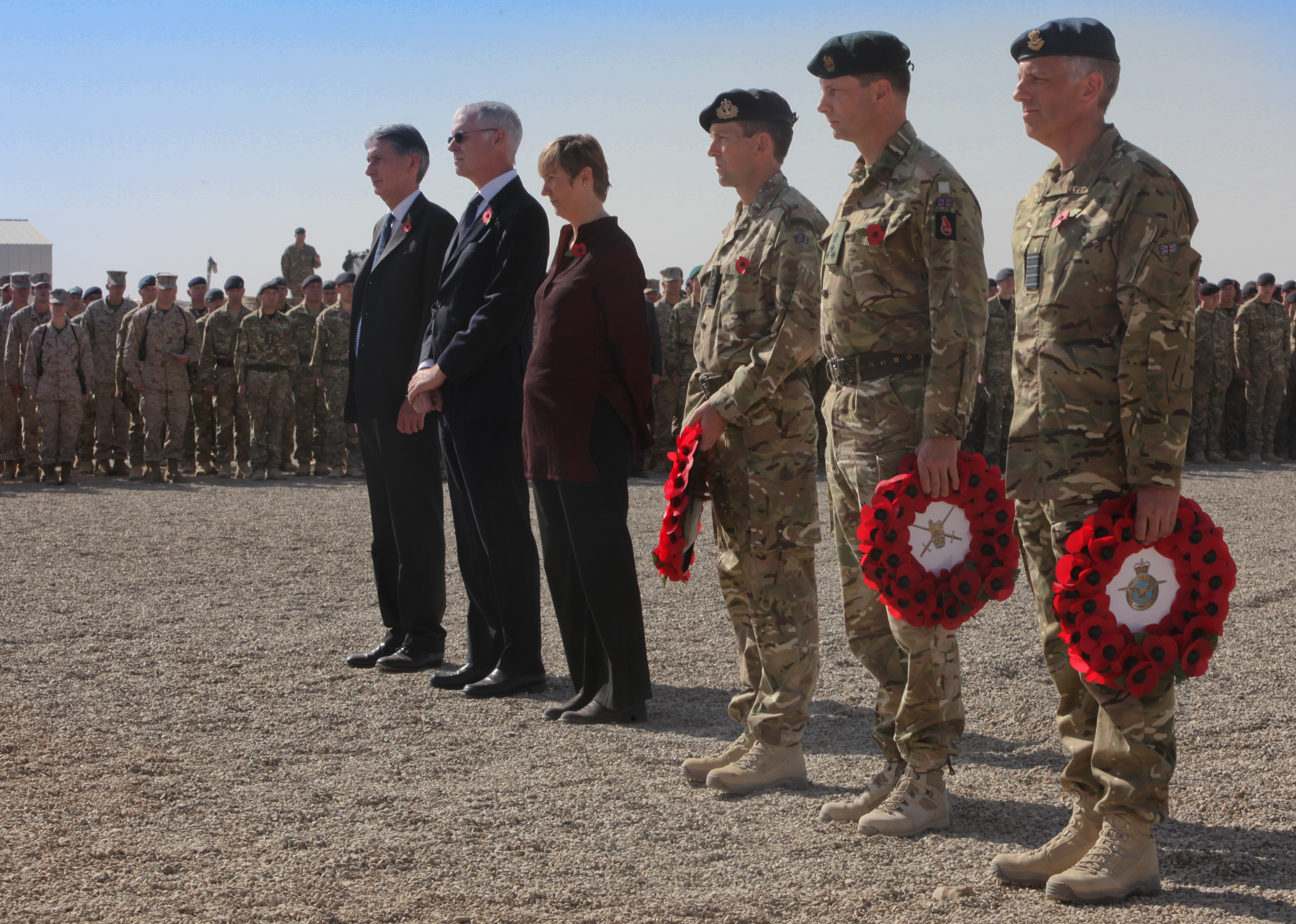
Catherine Royle (troisième à gauche), chargée d'affaires de l'ambassade, lors d'une cérémonie le jour du Souvenir au camp Bastion en 2011.

Une ambassade britannique à Kaboul est rétablie à la suite de l'intervention américaine en Afghanistan en 2001. Le gouvernement britannique entame des négociations pour acheter l'ancien complexe de la légation, mais ne réussit pas à parvenir à un accord avec le Pakistan. L'ambassade pakistanaise est rouverte dans la résidence de la légation en 2012. Le gouvernement britannique  un nouveau site dans le district de Wazir Akbar Khan (en), qui devient une zone sécurisée avec des bureaux pour de nombreuses institutions afghanes et étrangères. L'ambassade britannique est située en bordure de la zone sécurisée. Le personnel de l'ambassade nouvellement arrivé est surpris de constater que la porcelaine, la cristallerie et l'argenterie des ambassadeurs d'avant 1989 sont en sécurité, ayant été conservés par deux anciens gardiens de l'ambassade. Le British Council en Afghanistan est colocalisé avec l'ambassade.
Le 27 novembre 2014, un convoi blindé du personnel de l'ambassade est la cible d'un attentat à la bombe à environ cinq kilomètres à l'est de l'ambassade. Six personnes sont tuées, dont un agent de sécurité G4S de l'ambassade britannique et deux employés afghans, alors qu'un autre garde de sécurité britannique est blessé. En 2018, à la suite d'un important attentat à la bombe contre les ambassades voisines, le gouvernement britannique envisage de déplacer l'ambassade, car le site est considéré comme vulnérable aux attaques. Un ancien bureau du ministère afghan des Transports près de l'ambassade des États-Unis est envisagé comme nouveau siège mais il est décidé de ne pas déménager. Le 2 avril 2020, un agent de sécurité G4S de l'ambassade britannique est retrouvé mort sur le terrain, avec des traces de drogue dans son organisme,.

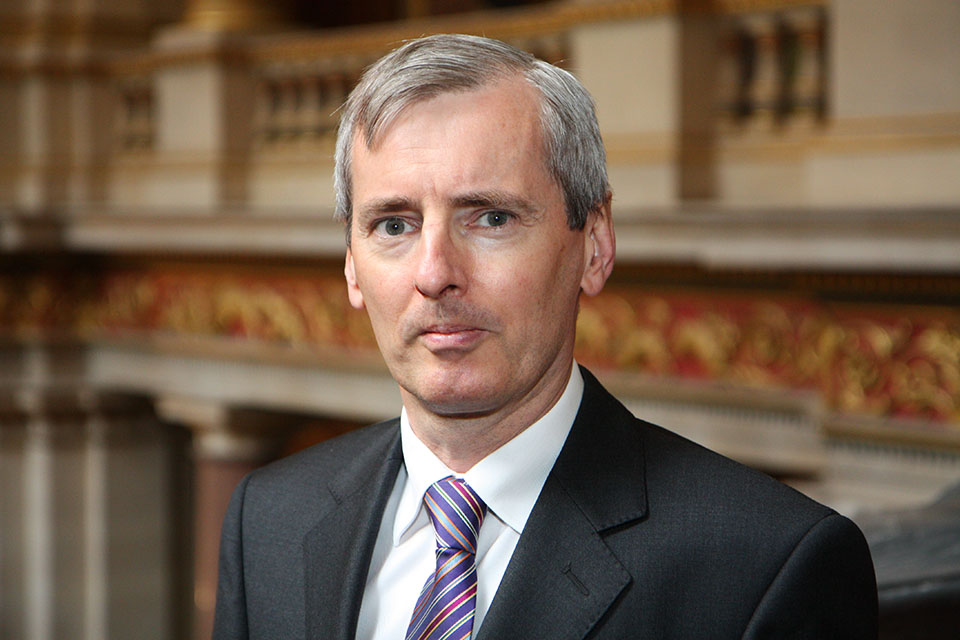
Laurie Bristow, ambassadeur en 2021.

Sir Laurie Bristow (en) est le dernier ambassadeur en poste à Kaboul en 2021. 

### Retrait d'Afghanistan en 2021
Après le début du retrait en 2021 des troupes étrangères d'Afghanistan, de nombreuses discussions ont lieu en Afghanistan et dans la presse étrangère pour savoir si l'ambassade britannique pourrait fermer. Les ambassades australienne et belge ferment la même année pour des raisons de sécurité. Au 2 juillet 2021, la sécurité sur le site continue d'être assurée par des sous-traitants privés, bien qu'il y ait des spéculations que ceux-ci seraient bientôt remplacés par du personnel de l'armée britannique, comme cela s'est produit à l'ambassade des États-Unis.
Après la chute de Kaboul aux mains des talibans le 15 août 2021, 600 soldats sont déployés pour aider à évacuer le personnel de l'ambassade, le personnel local afghan et environ 4 000 ressortissants britanniques bloqués en Afghanistan. L'ambassadeur Bristow et un personnel diplomatique réduit restent dans le pays. Le secrétaire à la Défense Ben Wallace déclare que l'ambassade est déplacée vers un endroit plus sûr,. Par la suite, l'ambassade déménage à l'aéroport international de Kaboul où un personnel réduit continue à fonctionner jusqu'au 29 août, date à laquelle les opérations sont transférées à Doha,,.
Quelque 160 employés de GardaWorld travaillent à l'ambassade et la plupart postulent pour la politique afghane de relocalisation et d'assistance (Arap) gérée par le ministère de la Défense, tous sauf 21 traducteurs sont licenciés en juillet 2021. Les travailleurs sont informés qu'ils ne sont pas éligibles car ils travaillent pour un entrepreneur plutôt que directement pour le gouvernement britannique. Mi-août, le contrat GardaWorld est clos. Plusieurs gardiens en sont informés par téléphone.